# Treffling (Gemeinde Seeboden)

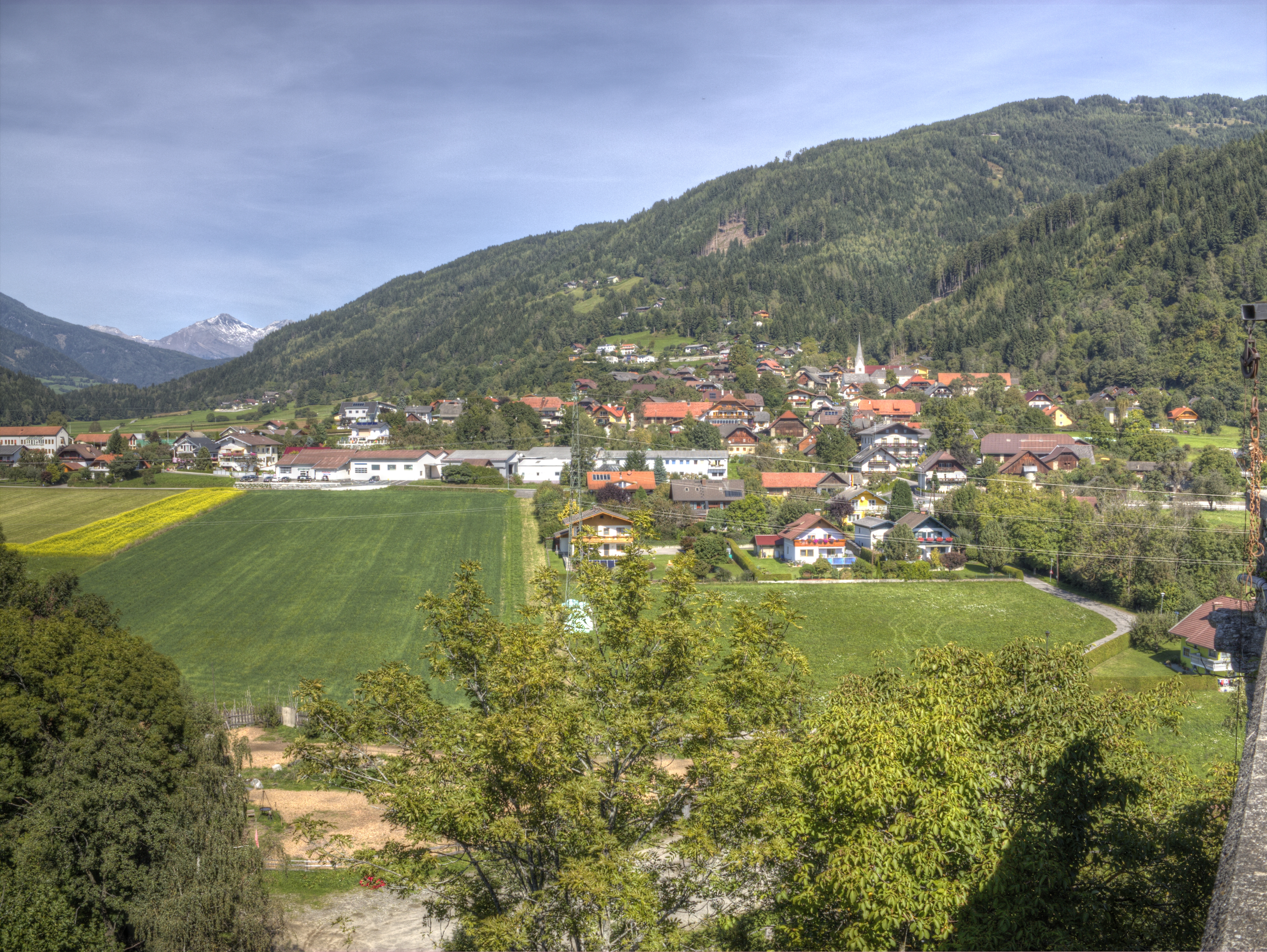
Treffling Südansicht

Treffling ist ein Kirchdorf bzw. eine Katastralgemeinde in der Gemeinde Seeboden am Millstätter See im Bezirk Spittal an der Drau im österreichischen Bundesland Kärnten. Das bäuerlich strukturierte Erholungsdorf hat knapp 500 Einwohner und ist über den Autobahnknoten Spittal/Millstättersee der Tauernautobahn erreichbar.

## Lage und Wirtschaft

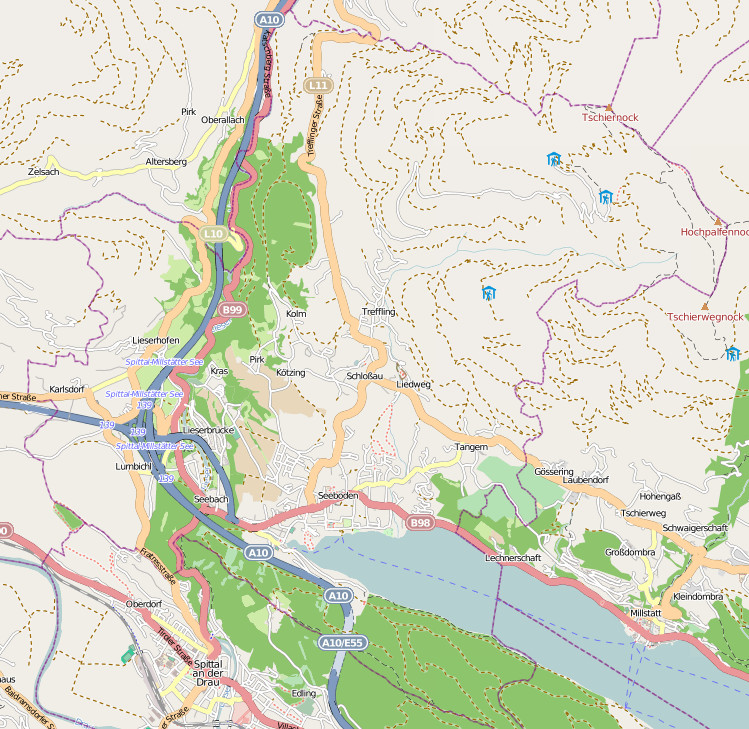
Treffling bei [http://www.openstreetmap.org/?lat=46.84066&lon=13.52562&zoom=15&layers=M OpenStreetMap

Treffling liegt in 800 m Seehöhe am westlichen Ende eines Hochplateaus (Millstätter Berg), das sich entlang des Millstätter Sees am Fuße der Millstätter Alpe, dem südwestlichen Eck der Nockberge, hinzieht. Treffling, der nördlichste Ort der Gemeinde Seeboden liegt am Fuße des Tschiernocks (Millstätter Alpe) am Eingang zum Liesertal. Der Ort ist über die Millstätter Straße B 98 von Seeboden aus über die Landstraße (L 11) erreichbar (Entfernung zur Tauern Autobahn A 10 / Knoten Spittal-Millstätter See 5 km). Alternativ kann der Ort über die Landesstraße von Gmünd aus durch das Liesertal über den Weiler Platz erreicht werden (11 km). Im Westen des Ortes fließt der Trefflinger Bach vorbei, der in den Gießbach mündet, welcher in den Millstätter See entwässert.
Zur Katastralgemeinde Treffling gehören das Tschiernockgebiet bis zur Tangerner- und Burgstalleralm, die Burg Sommeregg, die Schloßau, die Muskanitzen, Liedweg, Tangern, Burgstaller bzw. der westliche Teil von Gössering und Laubendorf (westlicher und südlicher Teil des Golfplatzes).
Bei der letzten Volkszählung hatte Treffling 468 Einwohner.
Der Ort ist ein noch bäuerlich strukturiertes Erholungsdorf. Neben Gastronomie- und Beherbergungsbetrieben gibt es noch einige Vollerwerbsbauern und Kleingewerbe.
| Höfe, Häuser und Einwohner 9. Jh. bis 2001 | Höfe, Häuser und Einwohner 9. Jh. bis 2001 | Höfe, Häuser und Einwohner 9. Jh. bis 2001 | Höfe, Häuser und Einwohner 9. Jh. bis 2001 | Höfe, Häuser und Einwohner 9. Jh. bis 2001 | Höfe, Häuser und Einwohner 9. Jh. bis 2001 | Höfe, Häuser und Einwohner 9. Jh. bis 2001 | Höfe, Häuser und Einwohner 9. Jh. bis 2001 | Höfe, Häuser und Einwohner 9. Jh. bis 2001 | Höfe, Häuser und Einwohner 9. Jh. bis 2001 | Höfe, Häuser und Einwohner 9. Jh. bis 2001 | Höfe, Häuser und Einwohner 9. Jh. bis 2001 | Höfe, Häuser und Einwohner 9. Jh. bis 2001 | Höfe, Häuser und Einwohner 9. Jh. bis 2001 | Höfe, Häuser und Einwohner 9. Jh. bis 2001 | Höfe, Häuser und Einwohner 9. Jh. bis 2001 | Höfe, Häuser und Einwohner 9. Jh. bis 2001 | Höfe, Häuser und Einwohner 9. Jh. bis 2001 |
| ------------------------------------------ | ------------------------------------------ | ------------------------------------------ | ------------------------------------------ | ------------------------------------------ | ------------------------------------------ | ------------------------------------------ | ------------------------------------------ | ------------------------------------------ | ------------------------------------------ | ------------------------------------------ | ------------------------------------------ | ------------------------------------------ | ------------------------------------------ | ------------------------------------------ | ------------------------------------------ | ------------------------------------------ | ------------------------------------------ |
|                                            | 9. Jh.                                     | 1651                                       | 1817                                       | 1857                                       | 1869                                       | 1880                                       | 1890                                       | 1900                                       | 1910                                       | 1923                                       | 1934                                       | 1951                                       | 1961                                       | 1971                                       | 1981                                       | 1991                                       | 2001                                       |
| Höfe / Häuser                              | Althof                                     | 17                                         | 44                                         | 42                                         | 41                                         | 50                                         | 53                                         | 52                                         | 54                                         | 55                                         | 58                                         | 65                                         | 70                                         | 92                                         | 117                                        | 139                                        | 164                                        |
| Einwohner                                  |                                            |                                            | 241                                        | 281                                        | 331                                        | 328                                        | 344                                        | 362                                        | 344                                        | 316                                        | 349                                        | 533                                        | 358                                        | 363                                        | 439                                        | 424                                        | 468                                        |
| Einwohner pro Haus                         |                                            |                                            | 5                                          | 7                                          | 8                                          | 7                                          | 6                                          | 7                                          | 6                                          | 6                                          | 6                                          | 8                                          | 5                                          | 4                                          | 4                                          | 3                                          | 3                                          |

Eine sehr frühe Erwähnung von Gebäuden gibt es aus dem 9. Jahrhundert, wo ein Althof genannt wird. Vom 17. Jahrhundert an nahm die Anzahl der Hofstellen stetig zu. Seit der zweiten Hälfte des 20. Jahrhunderts hat sich die Häuserzahl vervielfacht. Bis in die 1950er Jahre lebten rund sechs Familienangehörige im Haus (Dienstboten wurden in der historischen Statistik nicht berücksichtigt). Heute sind es nur mehr rund drei. Atypisch war der Bevölkerungsstand von 1951. Die hohe Einwohnerzahl geht auf das Flüchtlingslager der britischen Besatzungsmacht zurück, das zwischen 1945 und 1952 bestand und 1951 nur mehr wenige Flüchtlinge beherbergte (Höchststand 1946 mit 4.800 Personen).
Zur Zeit des Massentourismus am Millstätter See, in den späten 1960er und vor allem in den 1970er Jahren, erlebte die Privatzimmer-Vermietung eine Blüte. Durch das veränderte Reiseverhalten der überwiegend deutschen Sommergäste hat sich das Zimmerangebot wieder deutlich reduziert. Seit den 1950er Jahren gab es im Ort ein Einzelhandelsgeschäft, das vor einigen Jahren schließen musste. Da die berufstätige Bevölkerung mangels ortsansässiger Betriebe auspendelt und praktisch jede Familie über mindestens ein Auto verfügt, wird meist in Spittal an der Drau bzw. unterwegs in Seeboden eingekauft. Die älteren Schüler besuchen überwiegend die Hauptschule in Seeboden bzw. das Gymnasium oder berufsbildende Schulen in Spittal. Wie auch sonst in ländlichen Regionen kommen Jugendliche mit höherer Bildung mangels Beschäftigungsmöglichkeiten von ihren Studienorten, bevorzugt Wien oder Graz, meist nicht mehr zurück.

## Geschichte
Die erste schriftliche Erwähnung datiert von 1065 als Treuelicha. Der Name leitet sich aus dem slowenischen „Dorf des Trebela“ ab. In der Kärntner Mundart wird der Ort auch „Trĕfling“ genannt. 1850 konstituierte sich Treffling als eigene Ortsgemeinde. Zwanzig Jahre später, 1870, schloss man sich mit Seeboden zusammen. Die Ortsgemeinde Treffling hatte damals ein Ausmaß von 1988 ha und 629 Einwohner.
1918 forderte die Spanische Grippe in Kärnten viele Todesopfer. Österreich-Ungarn befand sich zum Höhepunkt der 2. Grippewelle in Auflösung. Es gab keinerlei staatliche Unterstützung. In Treffling starben vier Personen an Lungenentzündung, Spanischer Grippe oder Grippe. In der Schulchronik der Volksschule Treffling ist festgehalten, dass die Schule vom 5. bis 21. November wegen der Spanischen Grippe geschlossen war.

### Katholische Kirche St. Leonhard

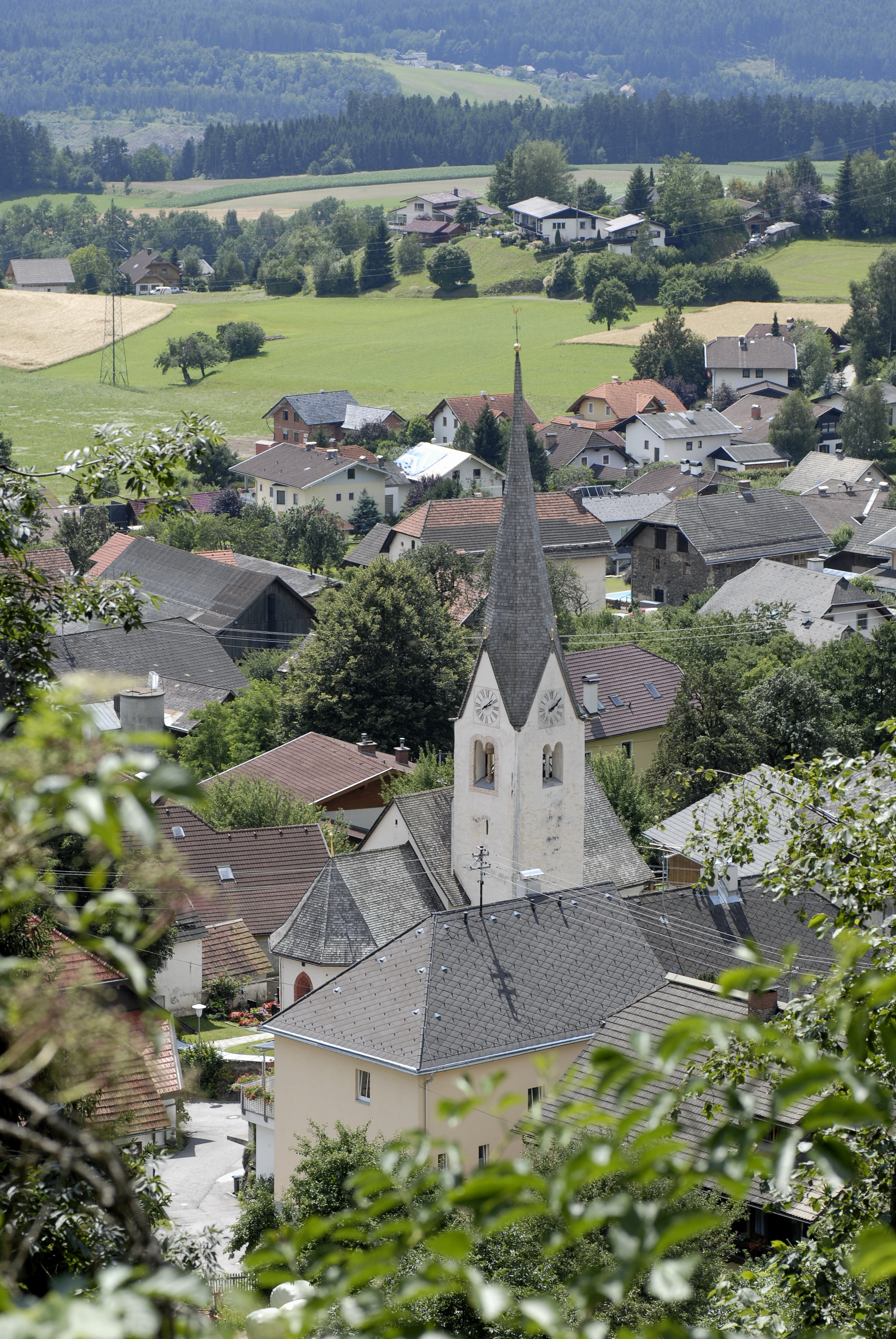
Treffling Kirche

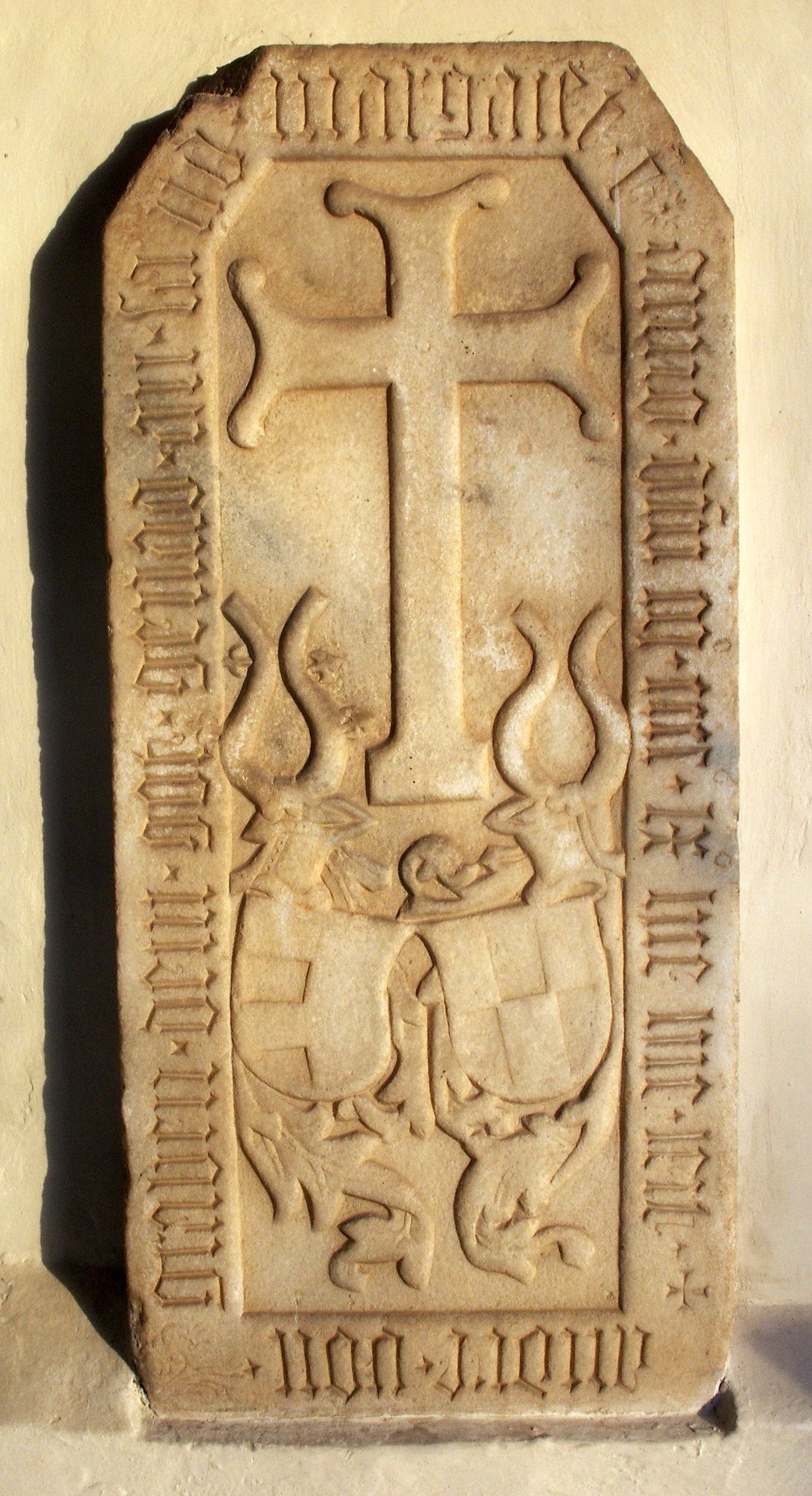
Grabplatte von Andreas von Graben zu Sommeregg

Inmitten des nach Süden etwas abfallenden, alten, ummauerten Friedhofs liegt die römisch-katholische Pfarrkirche St. Leonhard. Patroziniumstag ist der 6. November. Die früheste schriftliche Erwähnung einer „ecclesia“ datiert aus der Zeit um 1070. In den frühen Jahren war Treffling eine Eigenkirche der Eppensteiner, dem ältesten Kärntner Herzogsgeschlecht. 1454 gehört die Kirche als Filiale zu Lieseregg. Ab 1764 diente St. Leonhard als Missionsstation der Millstätter Jesuitenherrschaft. Die Gegenreformation wollte in der Gegend von Anfang an nicht so recht wirken. Seit vielen Jahren gab es Geheimprotestanten, die dem Rekatholisierungsdruck letztlich bis zum Ende in den 1780er Jahren, der Zeit der Toleranzpatente von Kaiser Josephs II., standhielten. Letztlich wurde im ein Kilometer entfernten Unterhaus eine evangelische Kirche errichtet. Im 19. Jahrhundert wurde die Pfarrgemeinde Treffling entweder von Millstatt oder von Lieseregg aus mitbetreut. Erst 1806 erfolgt die Erhebung zur selbstständigen Pfarre mit einer Filiale in Tangern.
Der heutige, spätgotische Kirchenbau erhielt sein Aussehen weitgehend ab 1454, als Chor und neuer Altar geweiht wurden.
Das schmale Langhaus, das an der Südseite durch drei zweibahnige Maßwerkfenster belichtet wird, wurde 1518 fertiggestellt.
An der Westseite gibt es vor der Giebelseite eine offene Vorhalle mit abgewalmtem Dach, das im Norden von einer Seitenmauer, im Süden von einem Rundpfeiler getragen wird. 1648 wird St. Leonhard als baufällig beschrieben. Im Laufe der Jahrhunderte gab es mehrere Restaurierungen, zuletzt 1990–98.
Der heutige Hochaltar von 1875 ist ein Werk des Südtiroler Bildhauers Josef Moroder aus dem Grödner Tal. Im neugotischen Schrein ist über dem Tabernakel eine hölzerne, farbig gefasste Pietà „Maria Sieben Schmerzen“ aus dem 18. Jahrhundert eingefügt. Die Hochreliefs an den Seiten zeigen den Heiligen Jakobus den Älteren mit Stab und Johannes (Evangelist) mit Kelch. Die ursprüngliche Mittelfigur des Altars, Maria im Strahlenkranz mit stehendem Jesuskind, steht auf einer Konsole an der Nordwand des Langhauses.
In der Außenmauer sind u. a. zwei bemerkenswerte Grabplatten mit Wappen und gotischen Minuskeln eingelassen. Der linke Grabstein erinnert an Anna Gündrich, Gemahlin des Caspar von Mallenthein († 1466), der rechte an Andreas von Graben zu Sommeregg († 1463). Von Graben war ein Kärntner Ritter und Edelmann, der auf der Burg Sommeregg unterhalb von Treffling residierte. Er war unter den Grafen von Cilli Hauptmann der Grafschaft Ortenburg sowie Burggraf und ab 1433 Ritter und Burghauptmann der Cillier auf Ortenburg. 1456 verlor Von Graben unter den Habsburgern, den Nachfolgern der Cillier, das Amt des Hauptmannes der Grafschaft Ortenburg. Neben seinem Sitz Burg Sommeregg baute er auch die Kirchen von Treffling und Lieseregg repräsentativ aus.
Ein von Meister Thomas von Villach geschaffener Flügelaltar beinhaltet im Bild der Dornenkrönung die Wappen des im Jahre 1463 (oder 1464) verstorbenen Andreas von Graben. Unter der Dornenkrönung ist Christus vor Pontius Pilatus abgebildet, rechts die Geißelung Christi und eine Kreuzigungsgruppe mit Maria und Johannes. Bei der letzten Restaurierung wurde der Altar, der in die Zeit um 1470/90 datiert wird, wieder in seinen ursprünglichen Zustand gebracht. Man nimmt an, dass Grabens Sohn Virgil von Graben den Auftrag zu dem Altar erteilte. Er könnte an einen von seinen Eltern um 1454 gestifteten, älteren Altar erinnern, der beim Türkeneinfall im Jahr 1478 zerstört wurde.
Im Turm hängt die 1723 in Villach gegossene „St. Ulrichs-Wetterglocke“ mit der Inschrift: „All Hagelwetter halte ab St. Ulrich mit Deim Bischofsstab!“. Sie dient dem Brauch des Wetterläutes, einer apotropäischen, abergläubischen Handlung, bei der Unwetter durch das Läuten einer geweihten Kirchenglocke vertrieben werden sollen.